# Sainte-Engrâce
Sainte-Engrâce é uma comuna francesa na região administrativa da Nova Aquitânia, no departamento dos Pirenéus Atlânticos. Estende-se por uma área de 79,75 km². Em 2010 a comuna tinha 194 habitantes (densidade: 2,4 hab./km²).